# سی گسته (ولکره)
سی گسته (ولکره) یکی از بخشهای کانتون سنت گالن در کشور سوئیس است.